# Slaget vid Ujście
Slaget vid Ujście var det första fältslaget under Karl X Gustavs polska krig, som ägde rum 24–25 juli 1655 mellan polsk-litauiska trupper under befäl av Krzysztof Opaliński och Andrzej Grudziński på ena sidan, och å sidan av svenska trupper under befäl av Arvid Wittenberg. Krzysztof Opaliński och Bogusław Leszczyński, vilka var missnöjda med kung Johan II Kasimirs styre, bestämde sig för att bli svenska allierade, ihop med Storpolens pospolite ruszenie (Levée en masse), till kung Karl X Gustav.